# Alfred Anthony von Siegenfeld
Alfred Anthony Freiherr von Siegenfeld (* 26. Juni 1854 in Graz; † 5. November 1929 in Wien) war ein österreichischer Heraldiker und Archivar.

## Leben
Siegenfelds Vorfahren stammten aus Aachen, sein Großvater Franz war Generalmajor († 1815), sein Vater Josef war Rittmeister († 1886). Er studierte in Graz Philosophie und Jus, 1873 verbrachte er ein Studienjahr in Göttingen. 1877 trat er als Berufsoffizier in die Armee ein, absolvierte zwischen 1880 und 1882 die Wiener Kriegsschule und diente in den folgenden Jahren bei verschiedenen Dragoner- und Ulanenregimentern, im Generalstab und bei den Honvedhusaren als Rittmeister. Siegenfeld versuchte bereits 1882 eine Anstellung im Haus-, Hof- und Staatsarchiv zu erlangen. 1894 trat er schließlich in das Archiv ein, damals als Konzipist 2. Klasse. 1897 wurde er Archivkonzipist 1. Klasse, 1905 Ahnenprobenexaminator beim Oberstkämmereramt, im gleichen Jahr ständiger Referent im Gremium der Zentralkommission zur Erhaltung der Kunst- und historischen Denkmale, am 22. Mai 1905 erhielt er den Titel und Charakter eines Haus-, Hof- und Staatsarchivars, 1911 wurde er zum Sektionsrat ernannt, 1913 erfolgte die Beförderung zum 2. Vizedirektor, 1917 der Titel und Charakter eines Hof- und Ministerialrates. Am 30. November 1918 trat Siegenfeld in den Ruhestand.
Siegenfeld galt als die erste Autorität der gesamten k. u. k. Monarchie in genealogisch-heraldischen Fragen. Er erarbeitete im dienstlichen Auftrag u. a. die Gutachten betreffend die Vertretung der Okkupationsländer Bosnien und Herzegowina im ungarischen Königstitel, das Gutachten über die Zusammenlegung des erzherzöglich österreichischen und gräflich Chotekschen Wappens anlässlich der Heirat des Thronfolgers Erzherzog Franz Ferdinand mit der Sophie Gräfin Chotek. Siegenfeld erstellte als Mitglied der Kommission zur Neuschaffung eines gemeinsamen Staatswappens für die Schilder und Stempel der Ämter, die Fahnen des Heeres, die Flaggen der Marine und die Standarten des Hofes die dafür notwendigen historischen Gutachten (1903–1917). Im Archiv selbst war Siegenfeld für die reiche Urkundensammlung und die Reichsregisterbücher zuständig. Er legte auch die Sammlung von Todes- und Vermählungsanzeigen an, die bis heute unter dem Namen „Partezettelsammlung“ existiert. Besondere Verdienste erwarb sich Siegenfeld beim Neubau des Haus-, Hof- und Staatsarchivs. Auf seinen Entwurf hin wurden die bis heute benützten eisernen Urkundenkästen konstruiert, die in weiterer Folge auch im kroatischen Staatsarchiv in Zagreb Verwendung fanden und finden. Siegenfeld war auch Vizepräsident der genealogisch-heraldischen Gesellschaft „Adler“.
Als herausragender Heraldiker hatte er großen Anteil an die Entwicklung des Landeswappens des Burgenlandes. Neben vielen heraldischen Publikationen hatte er sich durch die Mitarbeit am Wappenbuch der Sammlung „Neuer Siebmacher“ einen Namen gemacht. Hier war er nicht nur Autor, sondern auch Zeichner für den Band Steiermark. Er wurde am Neustifter Friedhof bestattet. Das Grab ist bereits aufgelassen.
Alfred Anthony von Siegenfeld war ein Onkel des Psychoanalytikers Otto Gross und ein Cousin von dessen Vater, des Kriminologen Hans Gross.

## Schriften
- Das Landeswappen der Steiermark. Graz 1900.
- Band Steiermark der Sammlung „Neuer Siebmacher“